# Sesta Inferiore
Sesta Inferiore è una piccola frazione del comune di Corniglio, in provincia di Parma, situata a 923 m s. l. m. e dista circa 10 km dal capoluogo.
Si trova a circa 60 km da Parma.

## Storia
L'origine dell'abitato risale a prima dell'anno 1000: Sesta si trova, infatti, citata ("…et in Sextum") in un documento del 953, con il quale la contessa Leigarda, figlia del conte Vuifredo, donò alla canonica di Parma e al vescovo alcuni suoi beni nel territorio cornigliese. Sesta è nuovamente nominata in documenti del 1327, quando venne acquistata dal vescovo Ugolino Rossi, e alla fine del Quattrocento, in atti che testimoniano la sua dipendenza dal podestà di Corniglio.

## Monumenti e luoghi d'interesse

### Chiesa di San Rocco

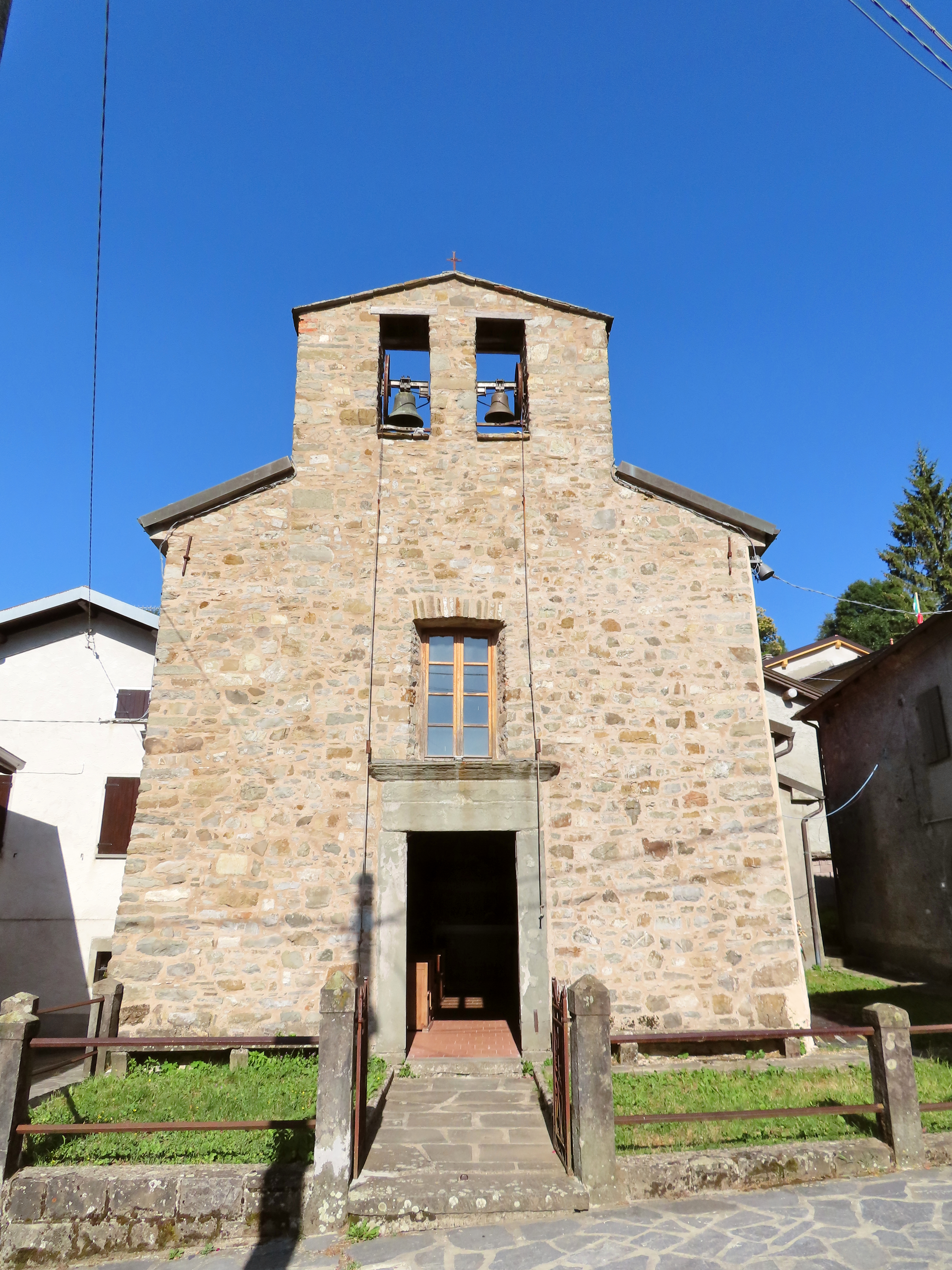
Chiesa di San Rocco

Costruita nel 1529 quale oratorio privato della famiglia Faggi, nel 1656 la chiesa fu eretta a sede parrocchiale autonoma e probabilmente ampliata, contestualmente alla cessione dei diritti da parte dei discendenti dei committenti; modificata tra il 1960 e il 1970 con l'aggiunta degli intonaci e di alcuni elementi incongrui sulla facciata, rimossi tra il 2010 e il 2011, fu sottoposta a restauri tra il 2016 e il 2020. L'edificio, dominato dal campanile a vela a coronamento della facciata, è caratterizzato dalla presenza, su gran parte delle superfici interne, di un ciclo di affreschi dedicati alla Passione e alla Risurrezione di Gesù, eseguiti dal pittore Walter Madoi nel 1963, e di due grandi statue in gesso, realizzate dallo stesso autore verso il 1975.

### Fontana rotonda
La fontana si trova in una panoramica piazzetta con vista su alcune delle più alte cime dell'Appennino (Monte Marmagna, Monte Orsaro, Monte Aquila) ed è costruita in arenaria. È un pregevole manufatto composto di una vasca circolare del diametro di circa 3 m al centro della quale sorge una grande colonna, sempre in pietra, da cui sgorgano quattro getti d’acqua provenienti da una sorgente sopra al paese.
L'acqua viene convogliata dalla fontana al sottostante lavatoio, una grande vasca rettangolare in pietra oggi bisognosa di restauri e fino a pochi anni fa utilizzata per il lavaggio del bucato.

### Antico ponte sul Parma
Il ponte, che secondo testimonianze orali degli abitanti era ancora in uso nei primissimi anni del XX secolo, collegava in passato Sesta Inferiore con i castagneti di Bosco e fu costruito pochi metri a valle della confluenza dei due rami del torrente Parma.
Il ponte, oggi in rovina e non più transitabile, è costruito in grandi blocchi di arenaria e presenta un'unica lunga arcata che scavalca il torrente.

### Affreschi esterni e "Museo all'aperto"

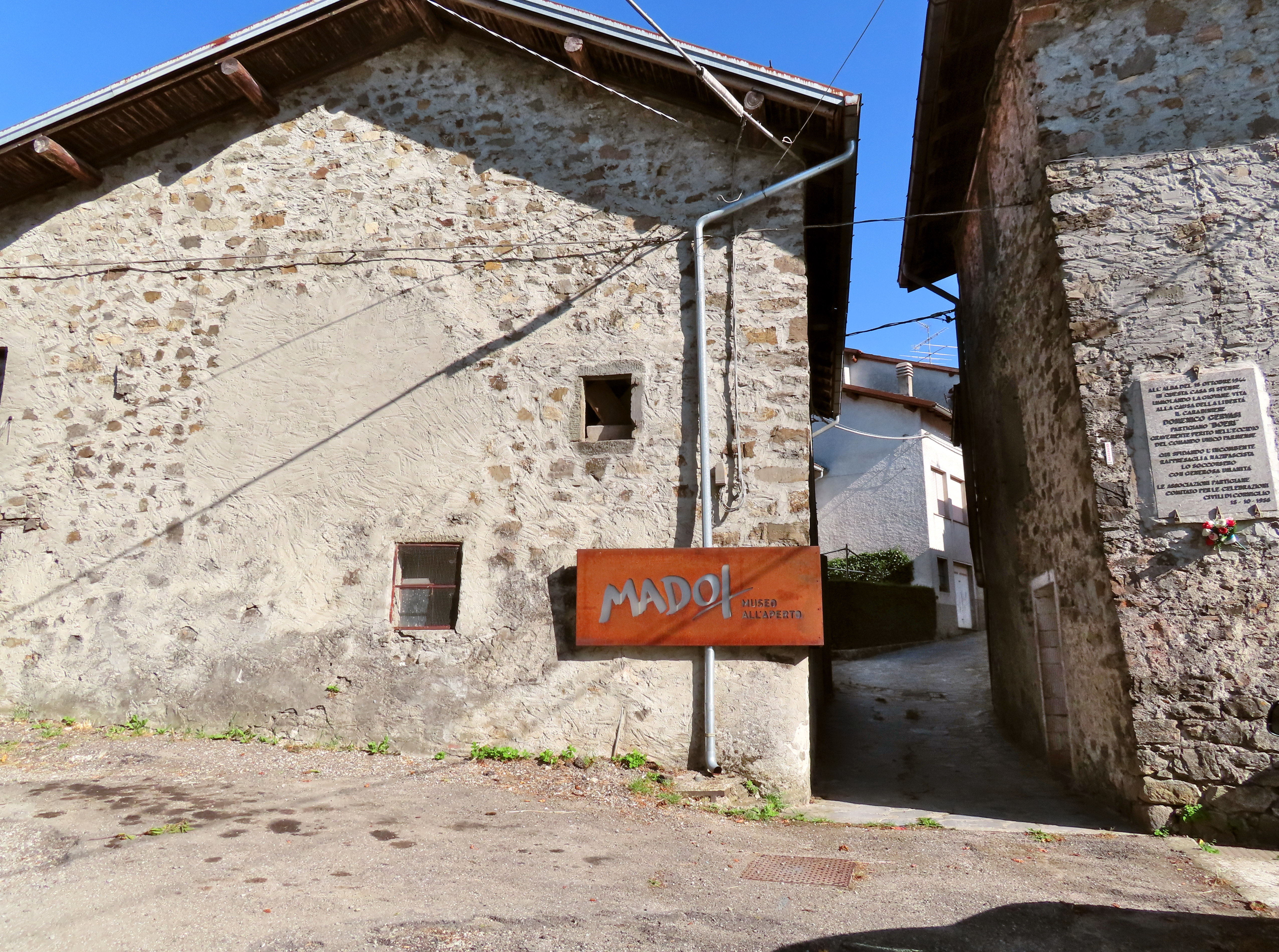
Madoi - Museo all'aperto

Negli anni 1960 e 1970 Walter Madoi realizzò, sui muri esterni di molte case del borgo, una quarantina di affreschi raffiguranti personaggi del posto e alcune celebrità dell'epoca (Sophia Loren, Vittorio Gassman, Gino Cervi, Scilla Gabel, Elsa Martinelli, Soraya).
Molti dei dipinti esterni sono scomparsi o versano in cattive condizioni, nonostante gli interventi di restauro che si sono susseguiti negli anni.
Nel 2010 il Parco dei Cento Laghi ha realizzato all'interno del paese un percorso attrezzato  ("Madoi - Museo all'aperto"), con un pannello esplicativo e fotografico per ogni affresco (anche quelli oggi perduti) nella sua posizione originaria.